# Aramón
Aramón est un groupe semi-privé, né de l'association du gouvernement de l'Aragon et de la société espagnole Ibercaja basée à Saragosse.
Le groupe Aramón gère actuellement 5 stations de ski espagnoles :
- Aramon Formigal ;
- Aramon Cerler ;
- Aramon Panticosa ;
- Aramon Valdelinares ;
- Aramon Javalambre.